# ジェフ・ホーキンス

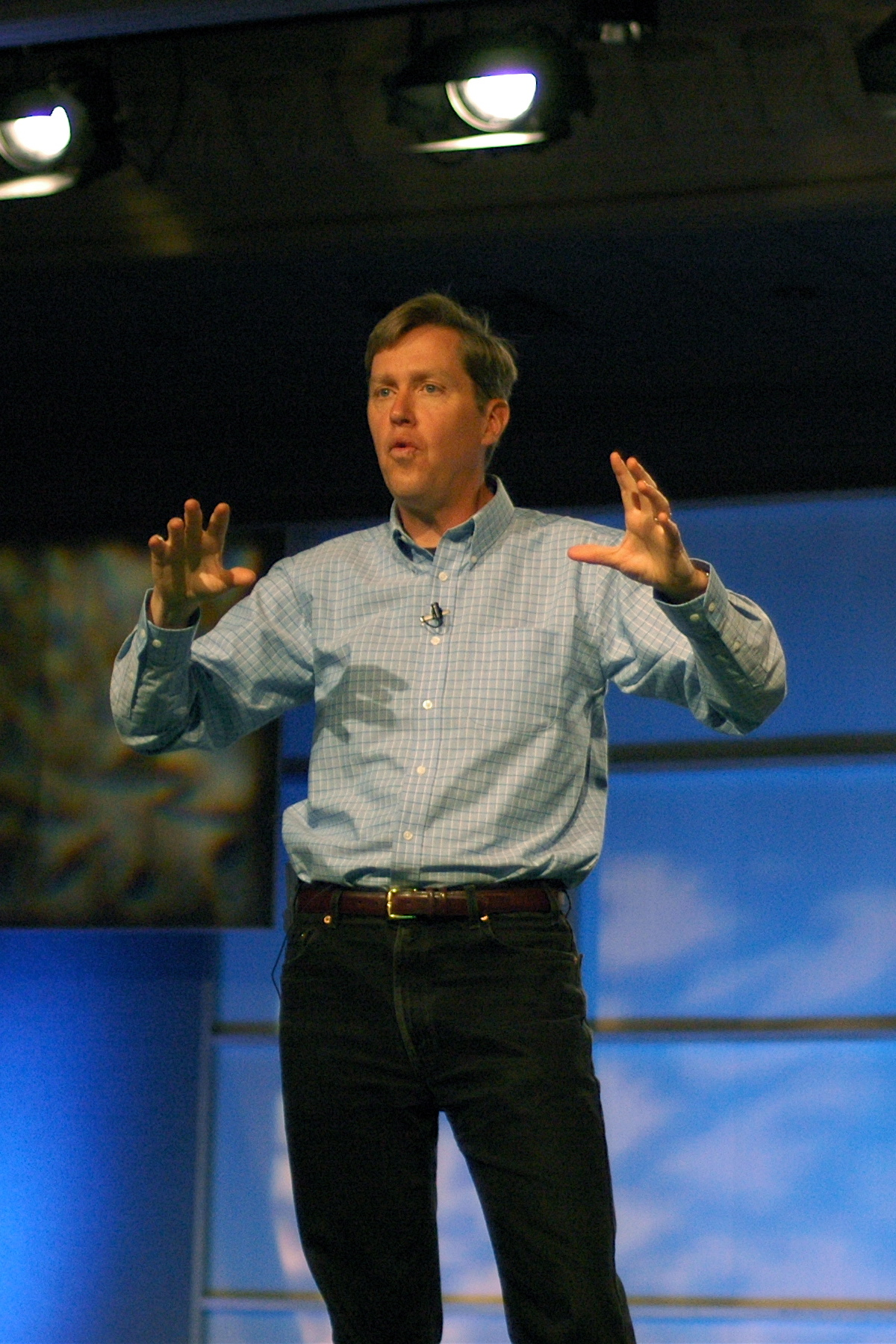
ジェフ・ホーキンス（eTech 2007）

ジェフ・ホーキンス（Jeff Hawkins, 1957年6月1日 - ）は、パーム (Palm) とハンドスプリング (Handspring) の創始者である。ニューヨーク州ロングアイランド生まれ。
パームではPalmを、ハンドスプリングではTreoをそれぞれ考案した。
その後は神経科学について従事するようになり、レッドウッド神経科学研究所を設立。脳について独自の自己連想記憶理論を唱え、『考える脳 考えるコンピューター』を著した。
電気工学の学士号をコーネル大学より取得。2003年には「ハンドヘルドコンピューティングという概念を打ち立て、初めて商業的に成功したその装置を作りあげた」ことにより、米国工学アカデミー会員に選ばれた。

## 神経科学
『サイエンティフィック・アメリカン』の脳特集号を読んで以来、脳がどのようなしくみで働くのかを勉強することに興味を持ち続けた。当初は雇用されていたインテルで、脳についての新しい部門を立ち上げようと試みたものの却下される。またMITのAI研に入ろうと試みるも失敗。コンピュータ産業で成功を模索することにし、その成功をもって本当にやりたい脳の研究の支えとしよう、と決断した。
大規模理論神経科学については周囲の関心をほとんど集めることができず、2002年にカリフォルニア州メンローパークで自らレッドウッド神経科学研究所を設立した。その後ホーキンスがあらたにヌメンタ社を立ち上げたため、同研究所は2005年7月1日をもってカリフォルニア大学バークレー校に移管され、名称も理論神経科学レッドウッドセンターと改められた。現在では同大学ヘレン・ウィルス神経科学研究所の管轄下にある。

### 自己連想記憶理論
2004年には、『ニューヨーク・タイムズ』の科学記者であるサンドラ・ブレイクスリーと共著で『考える脳 考えるコンピューター』 (On Intelligence) を出版した。同書では脳がどのように機能するかという「自己連想記憶」理論を提唱している。この理論は脳についての統一理論で、認識したパターンから周辺世界について予測を行う能力こそが、脳と知能の鍵であると主張する。人工知能の実現については、脳が行っていることをそのままコンピュータにプログラムしても知性を持つコンピュータを作るのは無理であり、単純にパターンの見つけ方、使い方をコンピュータに教えることが必要であると説く。この方法によって現在のコンピュータでは達成し得ていないような、私たちの役に立つ、あらゆる種の有益な仕事ができる知能機械を作れると考えている。さらには、この自己連想記憶システムは脳の大脳皮質で実現されており、それが人間の知性の基底となっているとする。

## ヌメンタ
ホーキンスは2005年3月にドナ・ダビンスキー、ディリープ・ジョージとともにヌメンタ社 (Numenta) を設立した。この会社はパターン認識ソフトウェアのさらなる開発を目指したものである。このソフトは「階層型一時記憶」と名付けられた。同社はカリフォルニア州メンローパークに本拠を置く。

## 書籍
- ジェフ・ホーキンス『考える脳 考えるコンピュータ』ランダムハウス講談社 ISBN 4270000600